# 紫堂貴広
紫堂 貴広（しどう たかひろ）は、和田慎二の漫画『少女鮫』、および和田が原作を担当した『クレオパトラ・ブレスト』『ブレイズ』『CROWN』に登場する架空の人物。

## 略歴
伝説の傭兵。サングラスと髭がトレードマーク。部下からは時に守銭奴と呼ばれることもあるが、実際には誰よりもメンバー思いであり、それゆえメンバーの信任も厚い。
父と母を強く恨んでおり、それゆえ家族を持つという気がまったくなかったが、涼子を養女にして気持ちが変わる。
1994年、自身の大怪我を機に傭兵を引退。ラウラと結婚し、地中海の要塞島に居を構える。ただし、1996年ごろ、日本の米軍基地およびその周辺で紫堂らしき人物が目撃されている。（クレオパトラ・ブレスト）
4年後、銀狐の要塞島襲撃でラウラを亡くし、再び戦場に戻る。
2000年、小笠原沖のクスミウイルス採取現場での作戦に参加。一時レイジ支援作戦、ウェズリー嬢救出作戦に従事した後、小笠原でのバイオハザード事件にて死亡したとされていたが、2008年、レンのレガリア王宮攻略に参加している。
（年号は作品発表から作品中設定によって逆算したもの。設定変更などにより変動の可能性あり）

## 家族
紫堂 涼子（しどう りょうこ）（アル）
日本人。生後まもなく地震災害で身寄りをなくし、また遺伝性の治療困難な心臓疾患を持っていたため、久須美病院に収容されて幼児期を過ごす。その実新薬などの人体実験の被験者にされていた。クスミウイルスの実験により心疾患は完治するが、副作用によって全身の筋力が大幅に上がる（最大筋力が恒常的に出せるようになる）“変化”を起こす身体となる。公安による久須美病院捜査の際、病院に回った火に乗じて石動に救出され、日本に来ていた紫堂に預けられ養女となる。
ラウラ
シチリアの宿屋の女将。要塞島のレジスタンス村出身。紫堂とは古い付き合いで、学生時代になにか過酷な出来事を経験しているようだが、明るく振舞っている。紫堂の引退とともにプロポーズを受け、涼子の義母となる。4年後、待望の子供を身ごもるが、銀狐の要塞島襲撃の際、死亡。
石動 克也（いするぎ かつや）
甥。久須美病院で涼子の主治医となり、クスミウイルスの被験体にした。久須美病院捜査の際の火災に紛れ涼子を救出。日本を訪れていた紫堂に預ける。現在は東京の大学病院・東都病院に勤務し、涼子の定期検査を行う。

## 死神部隊
紫堂率いる傭兵部隊。そもそも評判が高いチームだが、涼子参加の作戦は特に成功率が高く、スポンサーから涼子をメンバーに指名されるケースも多い。
『ブレイズ』で死神部隊と呼ばれていたことが明かされる。
中でもビルとホークとシルバーの3人は紫堂の作戦にほぼ同行しており、『ブレイズ』にも客演している。

### 少女鮫
ビル・マクガイヤー（ビル）
ナイフ投げの名手でプレイボーイ。いつも帽子を被っている。貴広の引退後も傭兵を続け、チームリーダーになっている。カンボジアでゲリラに囚われ、涼子たちに救出された。
ホーク・G・ウッド（ホーク）
考古学と生物学に詳しい。インディアンの血を引き、霊感が外れたことが無い。貴広の引退後は大学教授となり、助手と恋仲になりそうだったが、ビル救出のためにすべて放り出して日本にやってきた。
シルベスター・ホルスマン（シルバー）
力自慢。実家は農場を経営しているが、弟に任せている。ビル救出のために日本へとやってきた。『CROWN』にも似た人物が見えるが、本人かどうかは不明。
バルド
潜水担当。ドイツのエスガイア嬢救出作戦、マイアミの麻薬密輸船サルベージ作戦、小笠原のクスミウイルス採集に参加。ウェズリー嬢救出作戦にも参加している。
ブラッド
ベドニア･泥部隊殲滅作戦時のメンバー。涼子の参加を快く思っていない。
チコ
黒人。泥部隊殲滅作戦、ハッシド･砂漠越え作戦に参加。

### ブレイズ
司堂零ニ（しどう　れいじ）（レイジ）（ヴァイス）
23歳（2000年当時）。本名・巻嶋玲志。イギリスはバーンスリー伯の領地内に紡績工場を所有していたヨシロー・マキシマの一人息子。8年前、ヒギンズの紡績事業拡大のため、両親を目の前で殺され、その際のショックで記憶と声を失う。南米の富豪に売り飛ばされるが乗せられた飛行機が墜落、現場近くで作戦に従事していた紫堂のチームに救助され、そのままチーム内で戦闘技術を学ぶ。
絶対音感を持ち、声帯模写などを完璧に行い、他者の声ばかりでなく動物の鳴き声や金属音なども正確に再現できる。この技能を生かし、他人の声を真似たもののアレンジでレイジとしての声を作り上げる。
自分を救助したパヴリーンが除隊する際、自らも除隊し彼女に動向する。オックスフォードで催眠療法による記憶逆行を試みるが、封印が強く一ヶ月ほど意識不明になる。回復後日本に渡り、司堂零ニ＝ヴァイスと名乗り替え玉屋を始める。司堂の姓は紫堂からもらったもの。
パヴリーン・ヴェールィイ
ロシア人。39歳（2000年当時）。一度に10人を相手にしても負けたことがないといわれる格闘術のエキスパート。戦場でレイジを発見、紫堂に保護を訴える。ルークの死をきっかけに除隊し、しばらくレイジの記憶障害を直すため奔走する。レイジの渡日によって離れていたが、ゴッドストウ財閥後継者の移送をオファーする。
小笠原・クスミウイルス作戦への紫堂の召集に応じ、再度日本へ。その際レイジのヒギンズ襲撃を美久に知らせ、レイジ支援作戦、ウェズリー嬢救出作戦に従事。その後小笠原作戦に参加。
ルーク
パヴリーンの恋人。トラップからパヴリーンを守り戦死する。

### CROWN
レン・シドー（獅堂蓮）
レガリア国の王子。日本人を母にもつ。母を失い、後妻に入った王妃を嫌い妹を守ると誓いを立てる。舟遊びの際事故に見せかけた暗殺に逢うが難を逃れ、傭兵に預けられて国外へ脱出する。戦場で傭兵に見捨てられるが、敵軍方にいた紫堂に拾われ、チームに合流し戦闘技術を学ぶ。
10数年後、妹まひろの消息を掴みチームを離れフリーランスとなる。その際紫堂から日本名をもらう。
レイモンド・ミュラー（ジェイク）
若いながら作戦立案を任される戦略家。実働隊員としても能力は高い。その立案した作戦には、紫堂の過去の作戦を参考にしたものも多い。数年前からレンと同じ陣営で仕事をすることが多くあるが、たびたび作戦を無視した行動に出るレンを快く思っていなかった。ある戦場でレンと二人部屋になり、互いの人と為りを知ったミュラーはレンの性格を生かした作戦を立案することに方針を転換、大きな戦果を挙げたため、以後二人セットで雇われるようになる。ジェイクはその際につけられたあだ名。
ポーカーでレンに2万ドルの借りをつくり、半ば強引に除隊。まひろのボディガードとなる。
死神部隊隊員
紫堂がレンを拾った際に同行していた隊員が二人。一人はシルバーのように見えるがもう一人は不明（人種的にはビルのようではあるが外見特徴が異なる）。2人はレガリア王宮潜入にも同行している。

## その他
スカラベ
調達屋。紫堂の傭兵デビューからの付き合いで、また涼子の傭兵登録、レイジのヴァイスとしてのひとり立ちにも立ち会う。ストックホルムにいたが摘発に追われ日本へ。涼子の高校のそばで衣料雑貨「甲虫屋」を開く。が、レイジのヒギンズ襲撃にはイギリスまで出張し物資調達をしている。ウェズリー嬢救出作戦には日本で現地部隊とスポンサーとの中継を行っている。

## 主な作戦履歴
1985-89年頃、久須美病院捜査に対する圧力作戦のため紫堂、日本入り。待機中、石動の呼び出しを受け涼子を預かり、養女とする（『少女鮫』）。
ベドニア・泥部隊捜索作戦（アフリカ）
地下水道爆破作戦（不明）
アザラ共和国・捕虜救出作戦（アフリカ）
エスガイア嬢救出作戦（ドイツ）
1992年、南米での作戦中、飛行機の墜落現場からレイジを救出、保護する（『ブレイズ』）。その後レイジに自身の名から司堂零ニの名を与える。
ルーク戦死、パヴリーン、レイジ除隊
1993年、マイアミ、麻薬密輸船サルベージ作戦（アメリカ沖）
聖マルス病院爆破予告事件（スイス）
1994年、作戦遂行中、戦場でレンを拾い、チームに入れる（『CROWN』）。
紫堂に某国初年兵教育の依頼。不在の紫堂に代わって涼子が勝手に受ける。
同・首都空爆前線基地襲撃。
ハッシド・軍事データ移送砂漠越え作戦（中東）
北極・亡命阻止作戦（北極）
T国、麻薬王逮捕作戦（東南アジア）紫堂、トラに襲われ重傷。
紫堂、自身の怪我を機に傭兵を引退。ラウラと結婚し、地中海の要塞島に居を構える。
1997年、ビル、独立しチームリーダーとなる。
1998年、フェルガーの要塞島襲撃。ラウラを亡くし、紫堂再び戦場に復帰。涼子は日本へ。
1999年、ビル、カンボジアでゲリラに拘束される。涼子、傭兵登録しシルバー･ホークを伴い救出作戦敢行。紫堂も救出チームを組織し現地入りするが、涼子に任せる。
小笠原沖地震。クスミ=ウイルス再発見。
レイジに対する不審な身元照会を受け、紫堂チームは一時小笠原を離れ、上月財閥によるレイジ支援作戦およびウェズリー嬢救出作戦に従事
クスミ=ウイルス採取現場でバイオハザード。涼子チーム、紫堂チームに編入し、久須美英次抹殺作戦。涼子と紫堂、行方不明（おそらく死亡とされる）。
1998年ごろ、あるいは2006年頃、レン、チームを離れフリーランスに。その際紫堂より日本名をもらい、獅堂蓮とする。
2008年、レンの対レガリア作戦に参加。まひろ誘拐の報を受け、レガリア宮廷内に難なく潜入するなど、その腕は健在。
（年号は作品発表から作品中設定によって逆算したもの。設定変更などにより変動の可能性あり）